# Região Geográfica Imediata de Araripina
A Região Geográfica Imediata de Araripina é uma das dezoito regiões imediatas do estado brasileiro de Pernambuco, uma das três regiões imediatas que compõem a Região Geográfica Intermediária de Petrolina e uma das 510 regiões imediatas no Brasil, criadas pelo IBGE em 2017.
É composta por dez municípios, tendo uma população estimada pelo IBGE para 1.º de julho de 2017 de 329 583 habitantes e uma área total de 11 803,677 km².
A cidade-sede Araripina é a mais populosa da região com 84 418 habitantes.